# 離脱
離脱（りだつ、英: Withdrawal）とは、医薬品や娯楽的な薬物のように依存を形成する薬物を減量あるいは断薬することによって一連の症状を生じることを意味する。また、その症状（離脱症状）のことを単に「離脱」と表現することもある。以前は退薬の訳語も併記された。アメリカでは1960年代後半以前に禁断 (Abstinence) の語が用いられたが、薬物を完全に断った場合のみならず、服用を続けながら減量した状態でも症状が現れるため、現在ではこの語は避けられている。減量とは逆に、薬物を過剰摂取したことによって生じる状態は薬物中毒とよばれる。
薬物の危険性と法的規制とが合致していないことが指摘されている。離脱症状には、身体的依存と精神的依存があり、身体症状をはっきりと示すものと示さないものとがある。離脱によって発作を起こし、致命的となる可能性がある物質は、アルコールと、ベンゾジアゼピン系・バルビツール酸系の鎮静催眠薬である。入院を要するものには、これらに加えモルヒネのようなオピオイドがある。つまり、これらの薬物に対しては、離脱時に身体症状を示す身体的依存が形成されている。とりわけアルコールと、ベンゾジアゼピン系薬、バルビツール酸系は振戦せん妄（DT）を引き起こし致命的となる可能性があり、また長期にわって離脱症状に苦しむ遷延性離脱症候群となる可能性がある。この他に身体的依存を示す薬物には、抗うつ薬、抗精神病薬、気分安定薬がある。
アルコールとバルビツール酸系・ベンゾジアゼピン系の鎮静/催眠薬では、共にGABAA受容体に作用し、離脱症状や副作用も互いに類似している。これらの薬物には、互いに交叉耐性があり、相互に離脱症状を抑えることができ依存対象が移行する可能性があるため、とりわけ、このどれかに依存症がある場合には、それ以外のものが禁忌となる。例外的に、アルコールの離脱を管理する目的でベンゾジアゼピン系薬が用いられる。
離脱が致命的でなく比較的安全なものは次の通りである。ニコチンからの離脱は、比較的安全とみなされ、外来で管理可能である。コカインのような精神刺激薬や、大麻からの離脱も同様に入院を要さない。LSDのような幻覚剤には離脱症状はなく、大麻や幻覚剤のように不快な離脱症状を避けるために薬物を摂取するという行動が認められない薬物がある。
このように見れば、依存性の最も強い部類のニコチンからの離脱は、比較的安全とみなされ、薬物に耐性を生じる幻覚剤には離脱症状はないというように、依存性や耐性は離脱症状の強さの予測因子ではない。また、離脱症状と依存症には因果関係はないというのは、離脱症状が軽度であれば離脱は困難ではなく、断薬できるということは依存症の基準を満たさないためである。

## 用語
英語圏のオックスフォード大学出版の精神医学事典にて、Withdrawalは、薬物をやめることや、それによって生じる症状の両方を意味する。また日本の文献でも、アルコール離脱とは一連の症状を指すと説明されていることがある。
古くは、禁断（abstience）の語が用いられていたが、次第にこの語は避けられ、1968年の、KellerとMcCormickによるアルコール用語辞典の第1版では、withdrawalの語が用いられている。日本でも、このような違いについて語られ、禁断しなくても症状が生じることが明らかとなり、離脱に用語が変わったと説明されている。
日本では、古くは1973年の『アルコール中毒』および1975年の『精神医学事典』では離脱症状の語は採用されていない。1975年の医学総会にて、札幌医科大学の精神科の小片が、内科の領域ではwithdrawalが離脱と訳されていることから、アルコールに関して離脱と表現していたと柳田知司は記している。その時に、withdrawal signs and symptomsを退薬症候と訳すことについて、小平に同意を得たとしている。
1989年の精神神経学会による『精神医学用語集』にはwithdrawalの訳語として、離脱と退薬が記された。1993年の『新版精神医学事典』には離脱症候群が採用されている。しかしながら、1997年のアルコールの離脱に関する日本の論文では、基礎医学の用語とことわりをいれ、離脱の代わりに退薬の語を用いている。
世界保健機関（WHO）の『ICD-10 第5章:精神と行動の障害』や、アメリカ精神医学会（APA）の『精神障害の診断と統計マニュアル第4版』（DSM-IV）においては、直後に述べるように、離脱の語が正式な診断名である。

## 診断コード

### 世界保健機関
世界保健機関（WHO）による『ICD-10 第5章:精神と行動の障害』には、以下の離脱が掲載されている。
- F10.3 アルコール離脱 (F10.4 振戦せん妄も参照)
- F11.3 オピオイド、メサドン離脱を含む
- F12.3 大麻離脱
- F13.3 ベンゾジアゼピン離脱症候群
- F14.3 コカイン離脱
- F15.3 カフェイン離脱
- F17.3 ニコチン離脱

診断コードが用いられるのは、医師による処置が必要なほど、十分に重篤な場合である。患者が離脱症状を軽減するために薬物を使用していることを報告する場合がある。SSRI系の抗うつ薬の離脱症候群が報告されている。

### アメリカ精神医学会
アメリカ精神医学会（APA）の『精神障害の診断と統計マニュアル第4版』（DSM-IV）においては、以下のとおりであり、通常予想される症状を超える可能性があるものについては、さらに対応した診断コードが想定されている。すべてにおいて診断コードの数字の後ろには、実際の個別の物質名が入る。
- 291.81アルコール離脱には、291.0アルコール離脱せん妄、291.3, 291.5アルコール誘発性精神病性障害、291.89アルコール誘発性気分障害、291.89 アルコール誘発性不安障害、291.89 アルコール誘発性睡眠障害が用意されている。
- 292.0鎮静剤、催眠剤、または抗不安薬離脱には、アルコールと同様に、292.81鎮静剤、催眠剤、または抗不安薬離脱せん妄、292.11-12鎮静剤、催眠剤、または抗不安薬誘発性精神病性障害、292.84 鎮静剤、催眠剤、または抗不安薬誘発性気分障害、292.89鎮静剤、催眠剤、または抗不安薬誘発性不安障害、292.89鎮静剤、催眠剤、または抗不安薬誘発性睡眠障害である。
- 292.0アヘン類離脱の下位に、292.89アヘン類誘発性睡眠障害が用意される。

以上が生理学的な離脱症状がはっきりと容易に評価できる物質である。
- 292.0アンフェタミン離脱には、292.89 アンフェタミン誘発性気分障害と、292.89 アンフェタミン誘発性睡眠障害が用意される。この分類には、フェニルアラニン構造をもつ物質と、アンフェタミン様作用をもつ物質が含まれる[26]。
- 292.0コカイン離脱、292.84コカイン誘発性不安障害、292.89コカイン誘発性気分障害と、292.89コカイン誘発性睡眠障害が用意される。
- 292.0ニコチン離脱。

DSM-IVでは、大麻、幻覚剤、カフェイン、吸入剤については、離脱時の症状が顕著ではないので、診断基準は設けられていない。しかしながら、個々の薬物誘発性障害においては、たとえば薬物誘発性睡眠障害の項に、カフェイン離脱中の過眠症など個々の薬物が説明されている場合がある。特に離脱が生じることが臨床上判明していないことが原因なのが、幻覚剤であり、幻覚剤の分類にはMDMAも含まれる。
- 292.0他の物質、市販また処方薬でカテゴリーにないもの、あるいは服用したものが判明しない場合[28]、鎮静剤、催眠薬または抗不安薬と同様に、さらに下位の診断コードが想定されている。

2013年に発行された、第5版のDSM-5においては、大麻離脱と、抗うつ薬中断症候群が追加されている。

### 鑑別診断
DSMには重症度の概念が存在するため、臨床的に著しい苦痛や行動の障害がない場合に診断は不要である。
離脱症状は、薬物依存症の診断基準の1つである。もっとも、離脱症状だけでは薬物依存症の診断は不十分であり、離脱の診断基準を満たしていなくても、他の診断基準を満たせば薬物依存症の診断が下されることがある。

## 離脱の管理
一般的に、ほかの離脱を管理しやすい有害性の低い同種の薬物に置換してから、あるいはその物質のまま、徐々に減量する。
離脱においてとりわけ注意が必要となるのは、身体依存を伴うバルビツール酸系・アルコール型と、モルヒネ型であると1969年の世界保健機関の薬物依存の委員会においても指摘されている。
ベンゾジアゼピン系を含むバルビツール酸系・アルコール型は、GABAA受容体に作用し、モルヒネなどはオピオイド系の薬物でありオピオイド受容体に作用する。共に抑制剤である。

### バルビツール酸型の身体依存の管理
アルコールや、ベンゾジアゼピン系やバルビツール酸系の鎮静催眠薬の離脱は、発作、振戦せん妄（DT）、死亡の可能性があるため、頻脈、発汗、手の震えや不安の増加、精神運動性激越、吐き気や嘔吐、一過性の知覚障害のような兆候や症状の存在があれば、解毒入院を要する。
アルコールでは、ジアゼパムのような長時間作用型のベンゾジアゼピン系薬に置換し、危険な振戦せん妄のような離脱症状を管理する。アルコールとベンゾジアゼピン系の相乗作用は致命的なことがあるので注意を要する。
ベンゾジアゼピン系では、アルコールに似た発作の可能性があり一部では致命的である。遷延性離脱症候群の可能性があるため、長時間作用型の薬剤に置換し時間をかけて離脱することで管理できる。ベンゾジアゼピン系の離脱症状は治療用量でも生じることが知られており、解離性障害、抑うつ、不眠症、動悸、動揺、混乱、胃腸障害、持続的な耳鳴り、不随意筋痙攣といった特徴がある。
またベンゾジアゼピン系薬、バルビツール酸系薬（またアルコールも）の離脱に抗精神病薬の使用は推奨できずアリピプラゾール、クエチアピン、リスペンドン、ジプラシドンのような非定型抗精神病薬あるいは、クロルプロマジンのような効果の弱いフェノチアジンは、発作閾値を低下させ離脱症状を悪化させる。

### モルヒネ型の身体依存の管理
オピオイドからの離脱では、特に身体的依存が形成されている場合、急速な離脱は推奨されない。漸減や、危険性はあるがより有害性が低いメサドンへと置換する方法がある。
離脱症状はヘロインのような短時間作用型の薬物でより重篤となる。重度の離脱症状は、嘔吐、下痢、低血圧、まれに痙攣であり、中等度では、高血圧、汗、軽症では鳥肌、瞳孔拡大、鼻漏、涙、あくび、筋肉痛・筋痙攣といったものである。

### 精神刺激薬
ニコチンやコカインからの離脱には入院は要さない。
精神刺激薬からの離脱では、身体症状はささいだが、精神症状としては抑うつと、重篤な場合には自殺に注意である。急性の離脱症状に続いて、1か月ほど長期化した、薬物への渇望、無気力、不安、不安定な感情、不規則な睡眠パターンなどが続く。
精神刺激薬の離脱では、大量のメタンフェタミンを使用していた場合などに精神病症状を呈することがあるが抗精神病薬で管理でき1週間以内で消失する。アンフェタミンでは、同様に大量に用いていた場合に、3～4日に渡り、無気力や震え、抑うつ気分、イライラなどが続き、1か月ほど長期化した症状には自殺念慮が伴うこともある。アンフェタミンでは、離脱を補助する医薬品に関する証拠は存在しない。
ニコチンでは、ニコチンパッチのような置換療法が存在する。ニコチンからの離脱によって、救急医療を必要とすることは一般的ではない。
コカインでは重篤にならない。コカインからの離脱は身体症状がなく、過剰に使用した摂取した後の離脱により、アンフェタミンやメタンフェタミンと同様の症状を呈し救急医療を受信する場合がある。

### 幻覚剤
大麻は抑制剤に、MDMAは精神刺激薬に分類されるが幻覚特性も有する。大麻や、幻覚剤のように、不快な離脱症状を回避するための摂取という状態が起きない薬物もある
LSDのような幻覚剤には離脱症状はない。
大麻からの離脱による症状は軽度である。大麻からの離脱には入院は要さず、大麻の離脱症状は長期的な使用者においてまれに報告される程度である。大麻からの離脱のために救急医療を用いることはまれである
MDMAには依存性が無いため長期的な使用の報告はまれであるが、離脱症状としては2～3日疲労や吐き気、頭痛、心理的には抑うつや不安といったコカインの使用後に見られるようなものである。

### 併存した依存
依存が併存している場合、重篤なほうを治療することになる。救急医療の書籍によれば、アルコールやベンゾジアゼピンの治療が優先され、オピオイドが次であり、精神刺激薬の組み合わせならば症状の管理である。

### 精神科の薬
日本では2010年に厚労相が「うつ病などに対する薬漬け医療」に言及し大量処方、過量服薬の対策をはじめた。しかしながら、精神科の医師が離脱症状や、依存症の危険性についても知らない場合があることが報告されている。以下に述べるように大量からの離脱は注意が必要である。
精神科の薬は、互いに薬物相互作用があることが多く、ある薬を減量した時に別の薬の血中濃度や作用が増減することがある。精神科医は薬物動態を苦手とすることが多い。
抗精神病薬を大量に使用した際の減量ガイドラインとしては、厚労省の計画を受け2013年10月にSCAP法が公開されている。減薬の際には過感受性精神病に注意が必要である。このSCAP法は、クロルプロマジンに換算して、1日あたりクロルプロマジンに換算して1,000ミリグラム(mg)から2,000mgに該当する場合に適しており、3か月から6カ月かけて少量ずつ減薬する方法である。ビペリデン（アキネトン、タスモリン）といった抗パーキンソン病薬は多剤大量処方による錐体外路症状の副作用に対して用いられているが、これにも離脱症状が生じることがあるため、抗精神病薬が1剤になった時点で減薬を行う。非定型抗精神病薬が登場した現代においては、抗精神病薬の単剤化、減量などによって抗パーキンソン薬を用いないようにすることが推奨されている。デイヴィッド・ヒーリーによれば、抗精神病薬の離脱では半数の人で離脱が困難となることがあり、おそらく、クロザピンの離脱がおそらく最も困難である。多くの人々は抗精神病薬からの離脱が不可能である。
日本うつ病学会は、軽症のうつ病では安易な薬物療法が推奨できないとし、また抗うつ薬を主として用い合理性のない薬の併用は行わない単剤主義を提唱しており、また睡眠学会も同様に単剤治療を原則としている。しかしながら大量に処方される場合がある。睡眠薬/抗不安薬をベンゾジアゼピン系のジアゼパムに等価換算し、1剤では平均8.6mg、同様に2剤で17.3mg、3剤で25.8mg、4剤で38.1mg、5剤は48.6mg、6剤以上では72.1mgである。ジアゼパムに換算して世界保健機関は40mg以上を高用量のケースとし、英国精神薬理学会は換算して30mgは離脱の管理を目的とする以外に滅多に使用されるべきではない量としている。また抗不安薬とは違い、睡眠薬では長期的に用いられた場合には、低用量においてさえも離脱の際に痙攣発作を引き起こすことがある。離脱の管理については、#バルビツール酸型の身体依存の管理の節を参照のこと。
抗うつ薬では、離脱症状の高い出現率を持つ薬剤にパロキセチン（パキシル）の66％やセルトラリン（ゾロフト）で60％といったものがあり、半減期が短いものの傾向がある。たとえば、パロキセチンでは医薬品の添付文書において重篤な場合には電撃の感覚や意識障害を含めた重篤な離脱症状に注意を促しており、より細かく離脱を管理するための低用量の錠剤を販売している。

### 身体の薬
例として、乾癬への高力価のコルチコステロイドの使用がある。急な離脱では、はるかに重篤な乾癬が起きる場合がある。そのため離脱は、非常に少ない量になるまで、化粧水で薬を希釈し徐々に行うこと。
他の例としては、鎮痛薬による反跳性頭痛は、用量が減るか薬が切れると生じる。
継続的な局所充血除去薬（スプレー式点鼻薬）の使用は、薬物性鼻炎として知られる持続的な鼻詰まりにつながる。

## サイエントロジーとナルコノン

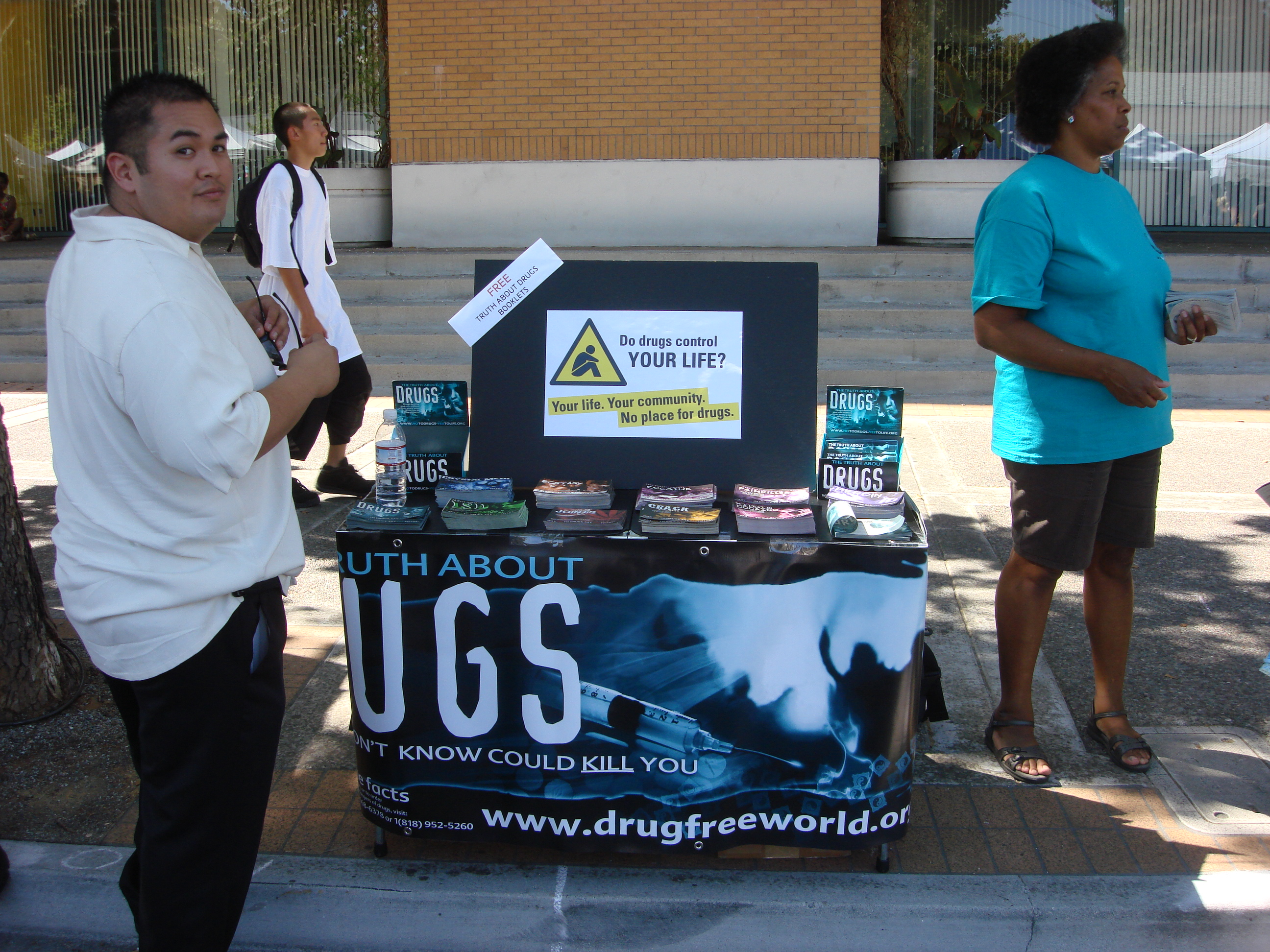
「薬物の真実を知ってください」（Drug Free World）の屋台。こうした名前の下で、ナルコノンとサイエントロジーはそのプログラムを売り込んでいる。

ナルコノンは、サイエントロジー信者によって運営されている薬物とアルコールの更生プログラムである。
ナルコノンは、サイエントロジーの創始者であるL・ロン・ハバードの教義を用いた薬物乱用をやめるための技術だとみなされている。信者はサイエントロジーとのつながりを公にしない団体を用いてアメリカの学校において創始者であるハバードの著作を普及させてきた。
その理論においては、体脂肪に薬物が蓄えられているために再び薬物を使用したいという渇望が起こるとし、ピュアリフィケーション・ランダウンと呼ばれるサウナとビタミン療法によって脂肪から薬物を除去できると考えられている。しかしながら医療専門家は、脂肪には有効な量が蓄えられることはなく、ナルコノンの主張するようには発汗させて出すことはできないと反論してきた。サンフランシスコでの学校教育におけるナルコノンの活動に対して、科学者は既存の医学や科学を正確に反映しておらず、ナルコノンの主張する70から80パーセントの成功率も独立した研究によって裏付けられていないため、学校から追い出すよう助言してきた。
2012年4月にはカナダでは、数か月で4人が病院に搬送されたため、地域保健局はケベック州のナルコノン・トロワリビエールの施設の閉鎖命令を出した更生施設の規制基準にいくつも違反しており、患者にとって危険であると保健当局長は語った。そこでは汗を流すための長時間のサウナや、薬物の一気の断薬、有害な量のビタミンの摂取が行われていた。
ナルコノン施設において更生中の4人が死体となって発見された後、当局によって捜査の手が入り、2013年8月にはアメリカ合衆国オクラホマ州のナルコノン・アローヘッドにおけるデトックスのための国家資格を喪失した。その後、不法死亡や、クレジットカード詐欺、従業員による性行為と薬物の取引に対する訴訟も続いた。
薬物のない世界のための財団の名で、サイエントロジー教会やナルコノンが小冊子を提供している場合がある。財団が提供する小冊子がアメリカの警察にて配布され、その小冊子の連絡先に連絡すると、サイエントロジーの関連団体であるナルコノンが紹介されたため、警察が小冊子を回収したということもあった。